# Sonic Advance 3
Sonic Advance 3 es un videojuego desarrollado por SEGA en 2004 para la plataforma portátil Game Boy Advance. Este juego es el tercer y último de la serie Sonic que aparece para una portátil de Nintendo y, además, permite al jugador, por primera vez en esta plataforma, interactuar entre dos personajes para avanzar en la aventura.

## Historia
Sonic Advance 3 tiene la mecánica de mapas donde hay 7 portales, los cuales el Dr. Eggman ha cambiado con el poder de las Esmeraldas Caos. El Dr. Eggman usa la energía de los chaos para separar el mundo y Sonic quiere evitarlo, pero esta vez Miles (Tails) y sus amigos le ayudaran a detener al Dr. Eggman.

## Personajes

### Jugables
- Sonic the Hedgehog
- Miles "Tails " Prower
- Knuckles the Echidna (se desbloquea al superar el acto 3 de Sunset Hill con Sonic como líder)
- Amy Rose (se desbloquea al superar el acto 3 de Toy Kingdom con Sonic como líder)
- Cream the Rabbit (se desbloquea al superar el acto 3 de Cyber Track con Sonic como líder)

### Villanos
- Dr. Eggman (también jugable en Nonaggression solamente)
- Gemerl

### Secundarios
- Vanilla the Rabbit

## Zonas
Hay 7 zonas en total, cada zona tiene 3 actos (más el jefe, dos minijuegos y la fase especial).
- Route 99
- Sunset Hill
- Ocean Base
- Toy Kingdom
- Twinkle Snow
- Cyber Track
- Chaos Angel

- Altar Emerald (zona final)
- Nonaggression (zona extra; se desbloquea al superar Altar Emerald con Sonic como líder luego de haber obtenido las 7 Chaos Emeralds)

## Controles
Además de los botones que vimos en Sonic Advance 2 este tiene la posibilidad de usar el TAG MODE lo que te ayudara a pasarlo, mantén pulsado R y lo veras actuar, el TAG MODE lo puedes usar saltando o lo puedes usar caminando.
Sonic the Hedgehog : Tipo Velocidad “Speed"
Caminando: Hace que el personaje principal que usas tenga mayor velocidad.
Saltando: Es lo mismo que cuando camina. 
Miles "Tails" Prower: Tipo Vuelo “Fly"
Caminando: Le da al personaje seleccionado un salto mayor que lo hace subir a lugares que cuestan llegar.
Saltando: Puede hacer que el personaje seleccionado pueda volar gracias a que "Tails" que lo sostiene de las manos, (Como lo visto en Sonic 3 y Sonic heroes) por cierto esta técnica es limitada.

Knuckles the Echidna: Tipo Poder “Power"
Caminando: Cuando el personaje seleccionado use el Tagmode y lo suelte el (Knuckles) se lanza a atacar. 
Saltando: El personaje seleccionado puede montarse encima de él y planear hasta una pared o plataforma, ojo el personaje líder (es decir, usted) se cae cuando Knuckles se pega a la pared. 
Amy Rose: No posee tipo, directamente influenciable por el tipo del compañero.
Caminando: Hace que el personaje seleccionado de un salto gracias a su martillo (como "Tails" lo hace saltar alto).
Saltando: Lo mismo que caminar pero más corto.

Cream the Rabbit : Tipo Vuelo “Fly"
Caminando: Transforma a "Cheese" (el chao compañero) en una copia mini del personaje seleccionado que permite mandar a "Cheese" a atacar al enemigo.
Saltando: Lo mismo que arriba pero da un brinco y luego lo transforma.
Amy Tipo: Ninguno 

Eggman(solo en el nivel final con super sonic) Tipo: Ninguno
El tag de eggman es el de pegar a Super Gmerl para que abra un switch redondo de color rojo para que Super Sonic le pueda atacar con su Light Speed.
Controles Básicos
Saltar: Presiona A para saltar
Atacar: Si presionas B usara un ataque que es cambiado cada vez que formes equipo nuevo.
Trucos: Cuando uses unos trampolines o rampas si presionas R hacia cualquier lado hará un truco este depende de que lado lo hagas (como lo visto en Sonic advance 2). Esto solo funciona en las combinaciones Sonic+Tails (y viceversa) y Amy+Cream (y viceversa)
- Datos: Q765425